# این‌پینار (بیات)
این‌پینار (به ترکی استانبولی: İnpınar) یک منطقهٔ مسکونی در ترکیه است که در بیات (افیون قره‌حصار) واقع شده‌است.